# Kirkland (Québec)
Pour les articles homonymes, voir Kirkland.
Kirkland est une ville québécoise de l'agglomération de Montréal, dans la région administrative du même nom, au Canada.

## Toponymie
La ville a été nommée ainsi en l'honneur de l'honorable docteur Charles-Aimé Kirkland, député de la circonscription de Jacques-Cartier de 1939 jusqu'à son décès en 1961.

## Histoire
La ville est constituée en municipalité en 1961. Au début des années soixante, la ville se retrouve divisée en deux à la suite de la construction de l'autoroute transcanadienne qui traverse l'île de Montréal d'est en ouest et qui correspond à un tronçon de l'autoroute Félix-Leclerc. Le dynamisme de la ville s'en trouve alors grandement modifié et permet le développement d'un important parc industriel générant d'importants revenus pour la ville et ses résidents. Les autres zones géographiques de la ville sont conservées pour le développement de quartiers résidentiels.
En 2002, la ville ainsi que plusieurs autres municipalités autonomes de l'île de Montréal sont fusionnées à la grande ville. Cette fusion ordonnée par une loi voulue par le Parti québécois alors au pouvoir est contestée et remise en cause par un référendum en mai 2004 qui permet à la ville de se reconstituer le 1er janvier 2006.

## Géographie
Kirkland est située au sud-ouest de l'île de Montréal. Son territoire s'étend sur 9,6 km2.

## Démographie
| 1966 | 1971  | 1976  | 1981   | 1986   | 1996   |
| ---- | ----- | ----- | ------ | ------ | ------ |
| 659  | 2 920 | 7 476 | 10 476 | 13 376 | 18 678 |

| 2001   | 2006   | 2011   | 2016   | 2021   | - |
| ------ | ------ | ------ | ------ | ------ | - |
| 20 434 | 20 491 | 21 253 | 20 151 | 19 413 | - |

### Langues
| Langue              | Population | Pourcentage (%) |
| ------------------- | ---------- | --------------- |
| Anglais             | 9 185      | 44,9 %          |
| Français            | 4 850      | 23,7 %          |
| Anglais et français | 335        | 1,6 %           |
| Autres langues      | 6,090      | 29,8 %          |

## Politique et administration

### Administration municipale
La ville est divisée en huit districts, chacun étant représenté par son conseiller à l'hôtel de ville. Le maire et les conseillers sont élus au suffrage universel pour un mandat de quatre ans.

### Les maires
| Kirkland Maires depuis 2005                                                                                          |                |         |          |
| Élection | Maire          | Qualité | Résultat |
| 2005 | John W. Meaney |         | Voir     |
| 2009 | John W. Meaney | Voir    |          |
| 2013 | Michel Gibson  |         | Voir     |
| 2017 | Michel Gibson  | Voir    |          |
| 2021 | Michel Gibson  | Voir    |          |
| Élection partielle en italique Depuis 2005, les élections sont simultanées dans toutes les municipalités québécoises |                |         |          |

### Le conseil municipal
| District              | Conseiller         |
| --------------------- | ------------------ |
| 1 - Timberlea         | Michael Brown      |
| 2 - Holleuffer        | Luciano Piciacchia |
| 3 - Brunswick         | Nancy Kokinasidis  |
| 4 - Lacey Green Ouest | Domenico Zito      |
| 5 - Lacey Green Est   | Stephen Bouchard   |
| 6 - Canvin            | John Morson        |
| 7 - Saint-Charles     | Paul Dufort        |
| 8 - Summerhill        | Karen Cliffe       |

### Éducation
La Commission scolaire Marguerite-Bourgeoys administre les écoles francophones
Centres de formation professionnelle:
- Centre de formation professionnelle des métiers de la santé

Écoles primaires:
- École primaire Émile-Nelligan

La Commission scolaire Lester-B.-Pearson (CSLPB) administre les écoles anglophones
Écoles primaires:
- École primaire Margaret Manson
- L'Académie Sherbrooke (pavillons junior et senior) et l'École primaire Beacon Hill à Beaconsfield, l'Académie Kingsdale à Pierrefonds-Roxboro, et l'École primaire Clearpointe à Pointe-Claire, servent a autres parties de la ville[7].

Le ministère de l'Éducation, de l'Enseignement supérieur et de la Recherche administre :
École maternelle, primaire, et secondaire:
- Kuper Academy[8]

La Fédération des établissements d'enseignement privés (FEEP) administre écoles privées bilingues (français/anglais):
École maternelle et primaire:
- Académie Marie-Claire[10]

## Économie
La ville de Kirkland possède un vaste parc d’affaires et industriel qui s’étend des deux côtés de l’autoroute 40 du Québec. Les entreprises de la région opèrent dans un large éventail d’industries, notamment l’aérospatiale, les produits électroniques, les produits pharmaceutiques, les produits imprimés, les énergies renouvelables, l’ingénierie logicielle, les télécommunications, la pétrochimie et les transports.
Parmi les employeurs notables de la ville de Kirkland, citons :
- Broccolini Construction
- DraxImage en liesse
- Merck & Co.
- Nissan
- Pfizer
- Goudron
- Zodiac Aéronautique
- Zoetis

## Culture et patrimoine

### Sites et monuments
- La maison Lanthier.

|  |

### Musique
Le groupe rock Indie The Vare, de Kirkland, lance le single The Way You Were, comportant la chanson Body Heat. Il se compose du chanteur et batteur Mikey Desjardins, du claviériste Gabriel Dennis, du bassiste Jeffrey Lumber et du guitariste Lucas Libatore. 

### Personnalités
- Charles Daudelin, artiste
- Louis Leblanc, joueur de hockey sur glace
- Tanith Belbin, patineuse artistique
- Marc Denis (en), personnalité radio
- Dominic Paquet, humoriste